# Paidi
Die Paidi Möbel GmbH, mit Hauptsitz im unterfränkischen Hafenlohr produziert Möbel und Accessoires für Babys, Kinder und Jugendliche. Sie brachte das erste in Deutschland in Serie gefertigte Gitterbett für Babys auf den Markt. Paidi ist ein Unternehmen der Welle Holding aus Paderborn.

## Geschichte
Nach verschiedenen Pächtern des Klosterhofes im fränkischen Hafenlohr wurde dieser 1917 durch Hermann Buyten aus Düsseldorf erworben, welcher dort die Holzwarenfabrik „Hofgut“ GmbH Hafenlohr gründete, die Vorläuferin des 1935 in Paidiwerk umbenannten Unternehmens. Die Entwicklung des Paidi-Bettes erfolgte durch den Unternehmensgründer, welcher um 1920 das Patent anmeldete und dem Bett den Namen „Paidi“ gab. Das Paidi-Bett entwickelte sich zum Vorzeigeprodukt des Unternehmens und war das erste in Serienfertigung produzierte Gitterbett für Babys.
Das Unternehmen musste aufgrund von Kreditschwierigkeiten 1935 Konkurs anmelden. Die Konkursmasse und insbesondere das Patent für das Paidi-Bett wurden 1935 von Heinrich Renkl übernommen, welcher das Unternehmen im Anschluss in „Paidiwerk“ umbenannte.
1953 kam es zu einer Vergrößerung des Werksgeländes. Das Unternehmen errichtete am Ortsrand von Hafenlohr auf 60.000 m² ein modernes Produktionswerk. Anfang der 1990er Jahre erwarb Paidi zusätzlich eine Möbelfabrik im polnischen Kolbuszowa.
1997 wurde das Unternehmen unter einer neuen Geschäftsführung neu ausgerichtet. Die Produktpalette wurde um Spiel-, Hoch- und Etagenbetten, Schülerarbeitsplätze, Liegen sowie Matratzen- und Lattenroste erweitert.
Mit Stand 2007 besitzt die Marke Paidi eine gestützte Markenbekanntheit von etwa 30 %, erwirtschaftet einen Jahresumsatz von über 60 Mio. Euro, ist Marktführer in Deutschland im Segment Spiel-, Hoch- und Etagenbetten sowie Babyzimmer und hat eine führende Position in dem Bereich Schülerschreibtische inne. Exportländer sind u. a. Österreich, Schweiz, China, Hongkong, Russland, Südkorea, Frankreich, Benelux, Kroatien, Slowenien und Polen.

## Name
Der Name Paidi ist abgeleitet von altgriechisch παιδί „für das Kind“, eine Dativform (dativus commodi) zu παῖς „Kind“. Diese im Ursprung altgriechische Wortform hat das Unternehmen zu „dem glücklichen Kinde“ ergänzt und zu seiner Philosophie gemacht.